# ブルー・トニック
ブルー・トニック（英語: BLUE TONIC）は、日本のロックおよびジャズバンド。1984年結成、1989年解散。2014年活動再開。

## 概略
もともとは1984年1月をもってザ・ルースターズを離籍した井上富雄が当時の音楽仲間に声をかけて結成された“BLUE TONIC & THE GARDEN”が始まりとなっている。メンバーは井上（ギター, トロンボーン）とザ・ルースターズの別ユニット“1984”で活動を共にしていた井嶋和男（ヴォーカル, サックス）のプロジェクトをブルー・トニック、バッキングを担当したメンバー、広瀬充寿（ドラムス）、木原龍太郎（キーボード）、冷牟田竜之（ベース）をザ・ガーデンと呼び、それぞれ独立したバンドであった。3人は福岡で活動していたバンド“ハイヒール”の元メンバー。バンド解散後、井上の誘いで上京していた。
この頃は、アンディ・ウォーホルやデイヴィッド・ホックニーからの影響を強く感じさせるポップ・アート感覚を備えた、モータウン・サウンドを基調とするブラス・バンドだった。
1984年末、井嶋のロンドンへの留学を機にバンド名も新たに“BLUE TONIC”とするも、1985年初頭には広瀬もバンドを離れた。同年9月、残った井上・木原・冷牟田の3人に、別のバンドで活動していた田中元尚（ドラムス）を加えて活動を再開、デビュー時のラインアップが固まった。
1986年、デモ・テープが青山のレコード店パイド・パイパー・ハウスを介して桜井鉄太郎に渡り、テイチク傘下のレーベル“ノン・スタンダード”からのデビューが決まる。
メンバーがザ・ルースターズに関係していたことから、そうした要素をできるだけ排除したいという意志と、“パンクやニュー・ウェイヴからの反動としてのR&Bやジャズといったブラック・ミュージックへの憧憬”を根底としたいわゆる“UKソウル”と歩調をあわせたような洗練されたサウンドは後年、幾多のバンドが同じようなアプローチを展開していく中でスタンダードと化してゆくが、こうしたサウンドを志向するアーティストが当時はまだ少数派だったため一般的な認知を得るまでには至らなかった。
1988年以降、井上がブルー・トニックというバンドだけでは再現不可能な楽曲を書くようになったこともあって、ゲスト・プレイヤーとしてホーン・セクションを加えたり、ザ・ルースターズに揃って在籍していた花田裕之がレギュラー・メンバーとしてツアーに同行するなど次第にバンドとしての必然性が薄れ、メンバーの志向の相違とも相まって1989年4月29日、芝浦インクスティックでのライヴを最後に解散した。
解散から約25年後の2013年12月20日、当時のマネージャー石飛智紹が心臓疾患に倒れるも奇跡的に蘇生した祝いとして下北沢GARDENにて「BLUE TONIC Reunion Live 2013」を開催。一夜限りの再結成が実現。さらに2014年12月、バンドの本格再始動と2015年2月19日、渋谷REXでのライブが併せて発表された。

## メンバー
井上富雄（いのうえ とみお、1961年7月4日- ）ヴォーカル, ギター
福岡県北九州市出身
木原龍太郎（きはら りゅうたろう、1963年3月9日- ）キーボード, ギター
福岡県北九州市出身
冷牟田竜之（ひやむた たつゆき、1962年2月14日- ）ベース
福岡県北九州市出身
田中ゲンショウ（たなか げんしょう、本名・田中元尚、1964年7月1日- ）ドラムス
福岡県北九州市出身

## 作品
| #                                  | タイトル                          | 発売日                            | 規格                              | 品番                              | 備考 |
| Non STANDARD ⁄ TEICHIKU（1987年）  | Non STANDARD ⁄ TEICHIKU（1987年） | Non STANDARD ⁄ TEICHIKU（1987年） | Non STANDARD ⁄ TEICHIKU（1987年） | Non STANDARD ⁄ TEICHIKU（1987年） | Non STANDARD ⁄ TEICHIKU（1987年） |
| ---------------------------------- | --------------------------------- | --------------------------------- | --------------------------------- | --------------------------------- | --- |
| 1                                  | blue tonic                        | 1987年1月21日                     | 12インチ・シングル                | 12NS-1011                         | |
| 2                                  | Moods for Modern                  | 1987年6月21日                     | LP                                | 28NS14                            | |
| BAIDIS ⁄ TEICHIKU（1987年-1989年） |                                   |                                   |                                   |                                   | |
| 3                                  | TAKE                              | 1987年10月21日                    | 12インチ・シングル                | 15BA-5                            | |
| 4                                  | The Face                          | 1987年12月21日                    | CD                                | 30CH-289                          | 2枚の12インチ・シングルをコンパイルしたコンピレーション・アルバム。                                                                                      |
| 5                                  | GUTS FOR LOVE                     | 1988年7月21日                     | LP                                | 28BA-21                           | |
| 6                                  | Last Dream in Blue                | 1989年8月21日                     | CD                                | 30CH-411                          | 同年4月29日、インクスティック芝浦でのラスト・ライヴを収録したライブ・アルバム。                                                                          |
| 7                                  | COMPLETE THE BLUE TONIC           | 2005年7月21日                     | CD                                | TECI-1103                         | 東芝EMI、日本コロムビア、徳間ジャパン、SME､テイチク各社で展開する“ROOSTERS〜Z FOR AFTERMATH”シリーズから、テイチク編にてリリースされたベスト・アルバム。 |